# Stella Calloni
Stella Calloni (Entre Ríos (província), 1935) é uma jornalista, especialista em política internacional e escritora Latino-Americana, nascida na Argentina.

## Perfil literário
No jornalismo atuou como correspondente de guerra em países da América Central e África do Norte. Stella Calloni escreve sobre temas políticos da América Latina correlacionando a dominação imposta tanto econômica, como cultural e ideologicamente no século XIX pelo Império Britânico e posteriormente pelos Estados Unidos. A linha literária dos livros e artigos de Stella Calloni também enfocam o ciclo de ditaduras de direita que assolou a América Latina com o explícito apoio dos Estados Unidos, como a era Pinochet no Chile, e é apontada como uma das autoridades no assunto Operação Condor, ação  desenvolvida por potências externas com apoio de segmentos conservadores regionais.
| “ | A América Latina está se unindo e que desencadeou uma nova ofensiva contra nós. | ” |

Também estuda as relações de poderes da mídia em países latinos e prega uma necessidade de democratização de tais meios sendo uma apoiadora da Lei 26.522 de Serviços de comunicação audiovisual (Argentina) também conhecida como Ley de medios. Atualmente é correspondente para a América do Sul do jornal mexicano  La Jornada e da revista eletrônica brasileira Diálogos do Sul.

### Obras
- Nicarágua: o Terceiro Dia;
- Panamá, pequena Hiroshima
- Os anos do Lobo: Operação Condor;
- Condor Pacto criminoso;
- Evo na mira da CIA e DEA na Bolívia.

### Premiações
Uma de suas premiações foi conferida 2012 pela Faculdade de Jornalismo e Comunicação Social da Universidade Nacional de La Plata (UNLP) com o Prêmio Rodolfo Walsh. 